# Reinhold Ewald
Reinhold Ewald (Mönchengladbach, 18 de dezembro de 1956) é um médico e cosmonauta alemão.
Formado pela Universidade de Colônia em 1983, foi selecionado para treinamento no corpo de astronautas alemães para a missão Mir-92 e foi o cosmonauta reserva do compatriota Klaus-Dietrich Flade na missão russa Soyuz TM-14 entre março e agosto de 1992. Em 1995, começou o treinamento para  a segunda missão conjunta russo-alemã na estação espacial Mir.
Em fevereiro de 1997, foi ao espaço a bordo da Soyuz TM-25, para uma estadia de dezoito dias na Mir. Durante a missão, Ewald realizou diversas experiências na área da Biomedicina e ciência de materiais e fez testes operacionais em preparação para as futuras tripulações da Estação Espacial Internacional.
Em fevereiro de 1999 passou a integrar o corpo europeu de astronautas em Colônia, na Alemanha, mas não voltou mais ao espaço. Desde 2007, chefia o departamento de operações de voo da ESA, relativo à operações na ISS, no Centro de Controle Columbus, perto de Munique.
Casado e com três filhos, Ewald atua em teatro amador e é faixa preta de karatê.